# Stazione di Yamanome
La stazione di Yamanome (山ノ目駅?, Yamanome-eki) è una fermata ferroviaria situata nella città di Ichinoseki, nella prefettura di Iwate, ed è servita dalla linea principale Tōhoku della JR East.

## Linee ferroviarie
East Japan Railway Company
■ Linea principale Tōhoku

## Struttura
La fermata è costituita due marciapiedi laterali collegati da sovrappassaggio con due binari passanti, con un distributore automatico di biglietti.
| 1 | ■ Linea principale Tōhoku | per Kitakami e Morioka          |
| 3 | ■ Linea principale Tōhoku | per Ichinoseki, Kogota e Sendai |

## Stazioni adiacenti
| «                       | Servizio                | »                       |
| Linea principale Tōhoku | Linea principale Tōhoku | Linea principale Tōhoku |
| ----------------------- | ----------------------- | ----------------------- |
| Ichinoseki              | Locale                  | Hiraizumi               |